# Kelly Rutherfordová
Kelly Rutherfordová (nepřechýleně Rutherford; * 6. listopadu 1968, Elizabethtown, Kentucky, Spojené státy americké), rozená Kelly Rutherford Deane, je americká herečka. Proslavila se hlavně rolemi v seriálech Generations, Melrose Place a Super drbna.

## Životopis
Rutherfordová se narodila v Elizabethtownu v Kentucky. Je dcerou Ann Edwardsové. Má bratra Anthonyho. Navštěvovala střední školu v Newport Beach v Kalifornii Corona del Mar High School. Později studovala v HB Studiu v New Yorku a na herecké škole Beverly Hills Playhouse v Kalifornii.

## Kariéra
Svojí kariéru zahájila na televizních obrazovkách. V roce 1987 se objevila v seriálu Loving a později byla obsazena do hlavní role v telenovele Generations, kde hrála během let 1989 až 1991. V roce 1992 se připojila k obsazení dramatického seriálu stanice ABC Mírová bojiště. Během let 1993 až 1994 hrála hlavní roli v seriálu stanice FOX Dobrodružství Brisco Countyho Jr.. Také se objevila ve filmu Zbožňuju trable. Dále si zahrála v seriálech The Great Defender (1995) a Kindred: The Embraced (1996). V roce 1996 získala hlavní roli v telenovele Melrose Place. V telenovele hrála až do roku 1999.
Roli Christine Hamilton si zahrála v hororovém snímku Vřískot 3 (2000). Během let 2003 až 2004 hrála v dramatickém seriálu stanice ABC Situace: Ohrožení roli speciální agentky Frankie Ellory Kilmer. Na stanici NBC si poté zahrála v seriálu E-Ring. V roce 2007 se připojila k obsazení seriálu stanice CW Super drbna. V roce 2016 získala vedlejší roli v seriálu Quantico.

## Osobní život
V červnu 2001 se provdala za venezuelského bankéře Carlose Tarajano. O rozvod Rutherfordová požádala v lednu roku 2002, šest měsíců od uzavření manželství.
Německého obchodníka Daniela Giersche si vzala v srpnu roku 2006. Jejich první dítě Hermés Gustaf Daniel Giersch se narodil v říjnu téhož roku.
Zatímco s Gierschem čekala druhé dítě, zažádala dne 30. prosince 2008 o rozvod. Druhé dítě, dceru Helenu, porodila v červnu 2009. Dvojice vedla nespočet soudních sporů, včetně dočasného zákazu přiblížení se ke Gierschovi. Giersch byl na nakonec ze Spojených států deportován. V srpnu roku 2012 soud rozhodl o střídavé péči.
V červnu roku 2013 Rutherdorfová vyhlásila osobní bankrot. V prosinci 2015 Monacký soud rozhodl, že výhradní péči získal jejich otec.
Během let 2015 až 2017 chodila s Tonym Brandem.

## Filmografie

### Film
| Rok  | Název                                       | Role               | Poznámky              |
| ---- | ------------------------------------------- | ------------------ | --------------------- |
| 1988 | Blue Jean Cop                               | Divák televize     |                       |
| 1989 | Phantom of the Mall: Eric's Revenge         | Prodavačka         |                       |
| 1994 | Tis a Gift to Be Simple                     | Emily Hanover      | krátkometrážní film   |
| 1994 | Zbožňuju trable                             | Kim                |                       |
| 1994 | Amberwaves                                  | Lola Barnes        |                       |
| 1997 | Six Months of Darkness, Six Months of Light | Annie              | krátkometrážní film   |
| 1997 | The Big Fall                                | Veronica           |                       |
| 1997 | Dilema                                      | žena v baru        | neuvedena v titulcích |
| 1997 | Cyclops, Baby                               | Randy              |                       |
| 1998 | The Disturbance at Dinner                   | Marian Pronkridge  |                       |
| 2000 | Vřískot 3                                   | Christine Hamilton |                       |
| 2000 | Tajná válka                                 | Jodi               |                       |
| 2001 | The Tag                                     | Wendy              |                       |
| 2002 | Andělé nikdy nespí                          | Kate Porter        |                       |
| 2002 | Swimming Upstream                           | Sandra Bird        |                       |
| 2013 | The Stream                                  | Maggie Terry       |                       |

### Televize
| Rok       | Název                                   | Role                          | Poznámky                                        |
| --------- | --------------------------------------- | ----------------------------- | ----------------------------------------------- |
| 1987      | Loving                                  | neznámá                       | neznámý díl                                     |
| 1989–1991 | Generations                             | Stephanie Whitmore            | 5 dílů                                          |
| 1992      | Davis Rules                             | Erika                         | 2 díly                                          |
| 1992      | Temná minulost                          | Cheryl                        | TV film                                         |
| 1992–1993 | Mírová bojiště                          | Judy Owen                     | hlavní role (2. řada), 22 dílů                  |
| 1992      | Tělo jako důkaz                         | Diana Wallace                 | díl: Afternoon Delights                         |
| 1992      | Skvělé dobrodružství Billa a Teda       | Dixie Cousins                 | díl: As the Dude Turns (The Lives That We Live) |
| 1993–1994 | Dobrodružství Brisco Countyho Jr.       | Dixie Cousins                 | vedlejší role. 7 dílů                           |
| 1995      | The Great Defender                      | Frankie Collett               | hlavní role, 8 dílů                             |
| 1995      | Courthouse                              | Christine Lunden              | TV film                                         |
| 1996      | Kindred: The Embraced                   | Caitlyn Byrne                 | hlavní role, 7 dílů                             |
| 1996      | Není větší lásky                        | Edwina Winfield               | TV film                                         |
| 1996      | Pohřbená tajemství                      | Danielle Roff                 | TV film                                         |
| 1996–1999 | Melrose Place                           | Megan Lewis Mancini           | hlavní role (5.–7. řada), 90 dílů               |
| 1998      | Perfektní útěk                          | Julia Robinson                | TV film                                         |
| 1999–2000 | Get Real                                | Laura Martineau               | 4 díly                                          |
| 1999      | Detektiv Nash Bridges                   | Roxanne „Roxie“ Hill          | díl: Kill Switch                                |
| 2000      | Sally Hemingsová: Americký skandál      | Lady Maria Cosway             | limitovaný seriál                               |
| 2000      | Krajní meze                             | Rachel                        | díl: Nest                                       |
| 2000–2001 | Uprchlík                                | Helen Kimble                  | 3 díly                                          |
| 2001      | Noční přízraky                          | Marilyn Lanier                | díl: The Passenger List                         |
| 2001      | Přijatelné riziko                       | Kim Welles                    | TV film                                         |
| 2002      | Eastwick                                | Alexandra Medford             | TV film                                         |
| 2002–2003 | Policejní okrsek                        | Melinda Lockhart              | vedlejší role, 6 dílů                           |
| 2003–2004 | Situace: Ohrožení                       | agentka Frankie Ellroy-Kilmer | hlavní role, 16 dílů                            |
| 2005–2006 | E-Ring                                  | Samantha „Sonny“ Liston       | hlavní role, 21 dílů                            |
| 2007–2012 | Super drbna                             | Lily van der Woodsen          | hlavní role, 121 dílů                           |
| 2007      | Svědkem zločinu                         | Laura Cooper                  | TV film                                         |
| 2013      | A Sister's Nightmare                    | Jane Ryder                    | TV film                                         |
| 2014      | Sběratelé kostí                         | Stephanie McNamara            | díl: Záhada balíku                              |
| 2014      | Being Mary Jane                         | Cynthia Phillips              | 4 díly                                          |
| 2014      | Bezohlední                              | Joyce Reed                    | 4 díly                                          |
| 2015      | Případy pro Lauru                       | Lisa Hanlon                   | díl: Zastřelený bojovník                        |
| 2015      | Night of the Wild                       | Sara                          | TV film                                         |
| 2016      | Quantico                                | Laura Wyatt                   | 2 díly                                          |
| 2016      | Jane The Virgin                         | Editor                        | díl: Chapter Fifty                              |
| 2017      | Nightcap                                | Samu sebe                     | díl: What Would Staci Do?                       |
| 2017–2018 | Gone                                    | Paula Lannigan                | 4 díly                                          |
| 2017      | Christmas Wedding Planner               | teta Olivia                   | TV film                                         |
| 2018      | Dynasty                                 | Melissa Daniels               | 6 dílů                                          |
| 2018      | A Love, Of Course                       | Amy Andolini                  | TV film                                         |
| 2019      | Pretty Little Liars: The Perfectionists | Claire Hotchkiss              | hlavní role                                     |